# Дугойница
Дугойница е село в община Сурдулица, Пчински окръг, Сърбия. Според преброяването от 2011 г. населението му е 246 жители.

## Население
- 1948 – 418
- 1953 – 465
- 1961 – 461
- 1971 – 432
- 1981 – 330
- 1991 – 288
- 2002 – 275
- 2011 – 246

## Етнически състав
(2002)
- 275 (100%) – сърби